# 老田庵站
老田庵站，原名黄河北岸站，是一个已停用的曾位于京广线上的铁路车站，位于河南省武陟县詹店镇，建于1905年，邮政编码为454971。停用前为四等站，曾为京广铁路老郑州黄河大桥北端的列车会让站。
2014年5月16日，随着郑焦城际铁路黄河大桥的正式启用，京广铁路改走新桥，该站随之退役。